# Вершвовский, Михаил Аркадьевич
Михаил Аркадьевич Вершвовский (1 августа 1935, Ленинград, РСФСР, СССР — 25 февраля 2020) — советский и российский писатель, прозаик, поэт. 

## Биография
Михаил Вершвовский родился 1 августа 1935 года в Ленинграде, отец работал преподавателем, мать была домохозяйкой. В детстве увлекался чтением, радиолюбительством.
Окончил Ленинградский Инженерно-строительный институт. Работал инженером. В начале 1970-х годов входил в состав литературного объединения «Царскосельская лира», созданного при газете «Вперёд» г. Пушкин, был учеником Татьяны Григорьевны Гнедич.

## Творческая деятельность
На начальном этапе своей литературного пути Вершвовский самостоятельно занимался печатью и распространением своих произведений. В ходе регулярных встреч с единомышленниками он читал свои работы вслух и выпускал их в виде самиздатовских изданий. Со временем интерес к его творчеству возрос, и его труды стали публиковаться официально.  
В 1970-х был одним из организаторов неформальных выставок ленинградских художников-нонконформистов.
В 1990 году вышел сборник лирических повестей «Время золотое», повествующий о духовных поисках и судьбе ленинградской интеллигенции начала 1970-х годов.  
В 1993 году вместе с женой - журналистом и литератором Анной Сохриной переезжают на постоянное место жительство в Берлин, Германия, однако связей с Россией не терял, многие годы также оставался жителем Санкт-Петербурга.
В 1996 году издательство «Лимбус Пресс» выпустило книгу «Рисунки с коллажем», включающую повести о жизни шестидесятников в последние десятилетия «развитого социализма» и в первые постперестроечные годы.  
В 2001 году в рамках серии «Мастера русской прозы конца XX века» был издан сборник «Шесть книг моих прощаний». В этот сборник вошли шесть произведений разных этапов творчества автора, посвящённые жизни самого писателя и его современников — от незабываемых семидесятых до последних десятилетий ушедшего XX века, а также судьбам их детей и внуков, ленинградскому андеграунду, семейной жизни, эмиграции, быту, супружеским изменам, любви и ревности, преступлениям и возмездию. Иллюстрациями к сборнику занимался известный мастер Г. Траугот.  
Помимо литературной деятельности, Вершвовский был специалистом по антиквариату, коллекционером русской живописи XIX—XX веков, а также современного русского искусства. Его коллекция включала полотна передвижников, представителей русского авангарда, художников ленинградского андеграунда, выпускников Ленинградской Академии художеств и института прикладного искусства имени Мухиной. 